# Buskvallabyer
Buskvallabyer (Thylogale) är ett släkte i familjen kängurudjur med sju arter.

## Kännetecken
Arterna skiljer sig från andra kängurudjur genom den korta, tjocka svansen som nästan saknar hår. Med en vikt mellan 2 och 12 kilogram är de ganska små känguruer. Kroppslängden ligger mellan 29 och 67 centimeter och därtill kommer en 25 till 51 centimeter lång svans. Pälsen har på ovansidan en rödbrun, mörkbrun eller gråbrun färg, undersidan är ljusare. Ibland förekommer ljusa strimmor på höfterna eller i ansiktet. Som hos de flesta kängurudjuren är de bakre extremiteterna betydligt längre än de främre.

## Utbredning och habitat
Buskvallabyer lever i östra Australien, på Nya Guinea och på mindre öar i samma region. De förekommer både i våta och i torra skogar som ibland har tät undervegetation. Dessutom hittas de i savanner eller andra gräs- och buskmarker. I bergstrakter når buskvallabyer 4200 meter över havet.

## Ekologi
Arterna är vanligen nattaktiva och vilar på dagen i ett gömställe. Thylogale thetis är dock mer dagaktiv. För att förbättra framkomligheten skapar de stigar genom att trampa ned växtligheten. När de äter vistas de ofta på gräsytor i skogens närhet. Vid fara söker de snabbt skydd bland tätare grönska. Där de äter uppträder de ibland i grupper, men dessa är inte fasta. Buskvallabyer rör sig vanligen långsamt på fyra fötter, långa skutt som hos jättekänguruer förekommer sällan. Födan utgörs främst av gräs, blad och knoppar. För en bättre ämnesomsättning är magsäcken delad i tre avsnitt, liksom hos andra känguruer. Beroende på art är buskvallabyer mer eller mindre social.
Honor har en väl utvecklad pung (marsupium) som innehåller fyra spenar. Efter dräktigheten, som varar cirka 28 till 30 dagar föder honan vanligen en enda unge. Det yngre syskonet ligger i livmodern tills det äldre är självständigt. Ungen lever fyra till sex månader i pungen, och efter ytterligare några månader slutar honan att ge di. De blir könsmogna efter drygt ett år.

## Status och hot
Arternas naturliga fiender utgörs av pungmårdar, rovfåglar och på Tasmanien av pungdjävulen. Hos aboriginerna var arternas kött mycket omtyckt. Det största hotet utgörs däremot av levnadsområdets omvandling till betesmark samt av införda fiender som rävar och tamhundar. Arterna i Australien blev sällsynta i vissa områden.
Arterna på Nya Guinea jagas idag intensivare. IUCN listar två arter som starkt hotade (EN) och två som sårbara (VU).

## Systematik
Enligt Wilson & Reeder (2005) utgörs släktet av sju arter.
- Thylogale billardierii, utrotades under 1800-talet på det australiska fastlandet, förekommer på Tasmanien.
- Browns buskvallaby (Thylogale browni), finns i östra Nya Guinea samt på Bismarckarkipelagen.
- Bruijns buskvallaby (Thylogale brunii), lever i södra Nya Guinea samt på öar i närheten.
- Thylogale calabyi, lever i bergstrakter i södra Nya Guinea.
- Thylogale lanatus, förekommer på Huonhalvön i östra Nya Guinea.
- Rödbent buskvallaby (Thylogale stigmatica), finns i södra Nya Guinea och i östra Australien.
- Thylogale thetis, lever i östra Australien.

De sistnämnda fyra arterna kategoricerades tidigare som en art.